# Michif
Michif är ett blandspråk som i dag (2007) talas av färre än 1000 personer i gränstrakterna mellan Kanada och USA. Samtliga talare tillhör folkgruppen métiser som härstammar från pälsjägare och handelsmän av franskt ursprung och urbefolkningsgrupper såsom cree, assiniboiner och ojibwaer. Språket skapades successivt under en period av ca 200 år från början av 1600-talet och anses ha varit ett komplett språk under första hälften av 1800-talet.

## Struktur
Michif kännetecknas av att nästan samtliga verb kommer från creespråket, medan nominalfraser och adjektiv i nästan lika stor omfattning kommer från kanadensisk franska. Syntax, fonologi och morfologi är fördelat på motsvarande sätt. Michif avviker från vad som är det vanliga för blandspråk. Normalt är blandspråk uppbyggda på ett sådant sätt att grammatiken kommer från moderns språk och ordförrådet från faderns. Enligt den modellen borde michif, om det var ett spontant uppkommet blandspråk, ha en algonkinsk grammatik och ett huvudsakligen franskt ordförråd, men så är alltså inte fallet, utan fördelningen följer i stället ordklasser. Orsaken ligger förmodligen i att creespråket är polysyntetiskt. Verbet kan bestå av upp till 20 morfem inklusive infogade substantiv och ofta med otydliga gränser mellan morfemen. Man kan förenklat beskriva detta som en situation där det är mycket svårt att separera grammatiken från ordförrådet.